# الصحراء الطبية
الصحراء الطبية، هو مصطلح يُستخدم لوصف المناطق التي لا يتمتع سكانها بقدرة كافية على الوصول إلى الرعاية الصحية. يمكن تطبيق هذا المصطلح سواء كان نقص الرعاية الصحية عامًا أو في مجال محدد مثل العناية بالأسنان أو الصيدلة. يتم استخدامها بشكل أساسي لوصف المناطق الريفية على الرغم من أنه يُطبق أحيانًا على المناطق الحضرية أيضًا. يستلهم المصطلح من المفهوم المماثل لصحراء الغذاء.

## الولايات المتحدة
تشير التقديرات أن حوالي 30 مليون أمريكي، يعيش الكثير منهم في المناطق الريفية من البلاد، يبعدون على الأقل 60 دقيقة بالسيارة عن مستشفى يقدم خدمات رعاية الطوارئ. يؤدي الوصول المحدود إلى خدمات الطوارئ، بالإضافة إلى نقص الأطباء المتخصصين، إلى زيادة معدلات الوفيات والمشاكل الصحية على المدى الطويل، مثل أمراض القلب والسكري. المرضى المشمولون ببرنامج الرعاية الطبية، المعونة الطبية، والمرضى غير المؤمن عليهم، أقل عرضة من الآخرين للعيش على بعد ساعة بالسيارة من غرفة الطوارئ في المستشفى.
منذ عام 1975، أغلقت أكثر من 1000 مستشفى، العديد منها في المناطق الريفية، أبوابها بسبب عدم قدرتها على تحمل تكلفة رعاية المرضى غير المؤمن عليهم. لقد تزايد خطر إغلاق المستشفيات على مر السنين، حيث إن ما يقارب من 700 مستشفى ريفية مهددة بالإغلاق بسبب المشاكل المالية مثل قلة أعداد المرضى وعدم كفاية المدفوعات من خطط التأمين. وقد جعل ذلك بعض المرضى في كل ولاية مضطرين للقيادة لمدة ساعة على الأقل للوصول إلى غرفة الطوارئ في المستشفى. تشكل هذه المشكلة خطرًا أكبر خلال جائحة كورونا، COVID-19، يحتاج المرضى الذين يعانون من ضيق التنفس بشكل ملح إلى الأكسجين ولا يمكنهم تحمل تكلفة رحلة إسعاف تستغرق ساعة للوصول إلى المستشفى. بالإضافة إلى المشاكل المالية الفورية التي تواجه مقدمي الخدمات الصحية في المناطق الريفية، فإن التفاوتات في الرعاية الصحية الريفية تتفاقم أكثر بفعل العدد المنخفض بشكل غير متناسب من الأطباء حديثي التخرج الذين يتقدمون لوظائف في المناطق الريفية. العديد من الأطباء يرفضون العمل في المناطق الريفية بسبب عوامل مثل انخفاض الأجور، حيث إن حوالي 11% فقط من الأطباء يمارسون المهنة في هذه المناطق. ومن المتوقع أن يكون هناك نقص بأكثر من 20,000 طبيب رعاية أولية يعيشون في المناطق الريفية بحلول عام 2025.
على الرغم من أن الصحراء الصحية تتركز في المناطق الريفية، إلا أنها موجودة أيضًا في المناطق الحضرية والضواحي، وخاصة في المناطق ذات الأغلبية السوداء في شيكاغو ولوس أنجلوس ونيويورك. وقد استخدمت الأدبيات الطبية التي تتناول الفجوات الصحية في المراكز الحضرية مصطلح الصحراء الطبية لوصف المناطق التي تبعد أكثر من خمسة أميال عن أقرب منشأة رعاية حادة. كما توجد تفاوتات ديموغرافية عرقية في الوصول إلى الرعاية الصحية في المناطق الريفية، خاصة مع حصول السكان الأصليين الأمريكيين في المناطق الريفية على رعاية طبية غير كافية. تؤدي عوامل مثل نقص الأطباء ووجود حواجز النقل إلى تفاقم التفاوتات الصحية للسكان الأمريكيين الأصليين مما يؤدي إلى تأجيل الرعاية.
تطورت صحراء الصيدلة في بعض المناطق الحضرية، وهي حالة زادت من تحديات توزيع وتقديم اللقاحات خلال جائحة كورونا، COVID-19. وقد أصبحت صحراء الصيدلة مشكلة كبيرة في الولايات المتحدة حيث يعيش حوالي 15 مليون شخص في مناطق تعاني من نقص في الصيدليات. بدون وجود صيدليات قريبة، سيكون من الصعب الحصول على الأدوية والوصفات الطبية، مما يضطر الناس إلى السفر لمسافات أطول للحصول على وصفاتهم الطبية.
كما بدأت صحراء الأسنان في النمو؛ اعتبارًا من عام 2021، يوجد 60 مليون أمريكي يعانون من نقص في أطباء الأسنان حيث يعيشون. أكثر من 6000 منطقة في الولايات المتحدة تعاني من نقص في أطباء الأسنان، ومن المتوقع أنه مع هذا الطلب سيكون هناك حاجة إلى زيادة تقارب 10,000 طبيب أسنان جديد لتلبية الطلب. المناطق الريفية هي الأكثر تأثرًا سلبية بصحراء الأسنان وتواجه مشكلات صحية سلبية مثل فقدان الأسنان وغيرها من المضاعفات المتعلقة بالأسنان التي قد تنشأ من التأجيل المطول في الرعاية الصحية الفموية.